# Agriotes
Agriotes es un género de escarabajos de la familia Elateridae.

## Especies
- Agriotes acuminatus (Stephens, 1830)
- Agriotes acutus Champion, 1896
- Agriotes adanensis Pic, 1910
- Agriotes adlbaueri Platia & Schimmel, 1992
- Agriotes aequalis Schwarz, 1891
- Agriotes agonischioides Fleutiaux, 1918
- Agriotes alternus Candèze, 1863
- Agriotes amabilis Candèze, 1863
- Agriotes anachoretus (Ménétriés, 1832)
- Agriotes anatolicus Platia, 2003
- Agriotes andalusiacus Franz, 1967
- Agriotes angustatus Miwa, 1928
- Agriotes angustatus Champion, 1896
- Agriotes angustus Fleutiaux, 1939
- Agriotes apicalis LeConte, 1884
- Agriotes apicalis (Candèze, 1857)
- Agriotes aquilus Platia, 2003
- Agriotes arcanus Brown, 1933
- Agriotes asaokai Ôhira, 1994
- Agriotes audisioi Platia & Schimmel, 1992
- Agriotes australasiae Blanchard, 1853
- Agriotes australis Fairmaire, 1883
- Agriotes avulsus (LeConte, 1853)
- Agriotes babanus Kishii, 1989
- Agriotes bagherii Platia, Furlan & Gudenzi, 2002
- Agriotes barkulensis Jagemann, 1942
- Agriotes barriesi Cate & Platia, 1997
- Agriotes belfragei Becker, 1956
- Agriotes bicolor Candèze, 1863
- Agriotes bimaculatus (Candèze, 1857)
- Agriotes binhus Fleutiaux, 1939
- Agriotes binotatus Champion, 1896
- Agriotes biplagiatus Klug
- Agriotes birmanicus Fleutiaux, 1942
- Agriotes bivittatus Van Dyke, 1932
- Agriotes bogatschevi Dolin, 1969
- Agriotes bonnairei Buysson, 1890
- Agriotes bonvouloiri (Candèze, 1874)
- Agriotes brevis Candèze, 1863
- Agriotes breviusculus Candèze, 1863
- Agriotes brunneipennis (Fleutiaux, 1902)
- Agriotes brunneus Schaeffer, 1916
- Agriotes bulgaricus Platia & Gudenzi, 2007
- Agriotes caecus Knull, 1959
- Agriotes caspicus Heyden, 1883
- Agriotes castaneipennis Champion, 1896
- Agriotes chilensis Schwarz, 1902
- Agriotes cilicensis Platia & Gudenzi, 1998
- Agriotes cinereiventris Champion, 1896
- Agriotes colchicus Gurjeva, 1975
- Agriotes collaris (LeConte, 1853)
- Agriotes colonnellii Guglielmi & Platia, 1985
- Agriotes concolor (Fleutiaux, 1925)
- Agriotes confusus (Fleutiaux, 1902)
- Agriotes connexivus Schwarz, 1891
- Agriotes conspicuus Schwarz, 1891
- Agriotes constrictus Reitter, 1900
- Agriotes coomani Fleutiaux, 1939
- Agriotes corsicus Candèze, 1863
- Agriotes crassiusculus Platia & Gudenzi, 1998
- Agriotes cribrithorax Pic, 1910
- Agriotes criddlei Van Dyke, 1932
- Agriotes cruciatus Champion, 1896
- Agriotes curticollis Champion, 1896
- Agriotes curtus Candèze, 1878
- Agriotes cylindricollis Schwarz, 1902
- Agriotes cylindricus Van Dyke, 1932
- Agriotes defreinai Platia & Gudenzi, 1998
- Agriotes dehiscans Gistel, 1857
- Agriotes deletus Fleutiaux, 1939
- Agriotes depressus Schwarz, 1891
- Agriotes desbrochersi Buysson, 1890
- Agriotes dilataticoxis Buysson, 1904
- Agriotes dualis Fleutiaux, 1939
- Agriotes dubius Fleutiaux, 1907
- Agriotes duporti Fleutiaux, 1939
- Agriotes dusaneki Platia & Gudenzi, 1998
- Agriotes elegantissimus (Candèze, 1881)
- Agriotes elegantulus Lewis, 1894
- Agriotes ellenicus Cate & Platia, 1997
- Agriotes emaciatus Platia & Gudenzi, 1997
- Agriotes espinosus Becker, 1956
- Agriotes fairmairei (Candèze, 1857)
- Agriotes ferrugineipennis (LeConte, 1861)
- Agriotes flavobasalis Heyden, 1889
- Agriotes francki (Fleutiaux, 1934)
- Agriotes fucosus (LeConte, 1853)
- Agriotes fulgens Ôhira, 1966
- Agriotes fulvescens Candèze, 1863
- Agriotes fulvus Fleutiaux, 1939
- Agriotes furlani Platia, 2003
- Agriotes fusiformis Candèze, 1876
- Agriotes gallicus Lacordaire, 1835
- Agriotes ganglbaueri Schwarz, 1891
- Agriotes germaini Fleutiaux, 1907
- Agriotes goksunensis Platia, 2004
- Agriotes gracilis (Miwa, 1931)
- Agriotes graecus Franz, 1967
- Agriotes grandicollis Fleutiaux, 1939
- Agriotes grandinii Candèze, 1863
- Agriotes granulosus Platia & Schimmel, 1992
- Agriotes gratiosus (Fleutiaux, 1925)
- Agriotes gratiosus Fleutiaux, 1925
- Agriotes guadulpensis Candèze, 1863
- Agriotes guatemalensis Champion, 1896
- Agriotes guatemalensis (Fleutiaux, 1940)
- Agriotes gurgistanus (Faldermann, 1835)
- Agriotes hedini Fleutiaux, 1936
- Agriotes heydeni Schwarz, 1891
- Agriotes hilaris Candèze, 1863
- Agriotes hirayamai Miwa, 1934
- Agriotes hirsutus Champion, 1896
- Agriotes hoodi Becker, 1956
- Agriotes imperfectus LeConte, 1884
- Agriotes incallidus Champion, 1896
- Agriotes incognitus Schwarz, 1891
- Agriotes informis Schwarz, 1891
- Agriotes infuscatus Desbrochers des Loges, 1870
- Agriotes insanus Candèze, 1863
- Agriotes insolitus Champion, 1896
- Agriotes integricollis Reitter, 1911
- Agriotes intermedius (Golbach, 1976)
- Agriotes interstitialis Fleutiaux, 1939
- Agriotes iranicus Platia, Furlan & Gudenzi, 2002
- Agriotes iraqensis Platia & Gudenzi, 1997
- Agriotes isabellinus (Melsheimer, 1845)
- Agriotes izmirensis Cate & Platia, 1997
- Agriotes jeanvoinei (Fleutiaux, 1939)
- Agriotes kambaitinus Fleutiaux, 1942
- Agriotes kamus Fleutiaux, 1939
- Agriotes karsantianus Pic, 1910
- Agriotes kinzelbachi Platia & Schimmel, 1994
- Agriotes kirghisicus Yablokov-Khnzoryan, 1970
- Agriotes koltzei Reitter, 1890
- Agriotes kraatzi Schwarz, 1891
- Agriotes kubani Platia & Gudenzi, 1997
- Agriotes laevicarinatus Platia & Gudenzi, 1999
- Agriotes laoticus Fleutiaux, 1939
- Agriotes lapicida Faldermann, 1835
- Agriotes lateralis Candèze, 1878
- Agriotes leinfesti Platia & Gudenzi, 1998
- Agriotes leucophaeatus Candèze, 1873
- Agriotes leuthneri Platia & Gudenzi, 1997
- Agriotes ligatus Candèze, 1878
- Agriotes limosus (LeConte, 1853)
- Agriotes linearis Fleutiaux, 1939
- Agriotes lineatus (Linnaeus, 1767)
- Agriotes lineipennis Candèze, 1863
- Agriotes litigiosus (P. Rossi, 1792)
- Agriotes liukuiensis Kishii, 1989
- Agriotes lizleri Platia, 2003
- Agriotes longipennis Candèze, 1863
- Agriotes longithorax Becker, 1956
- Agriotes lundbergi Platia, 1989
- Agriotes luteonotatus Pic, 1913
- Agriotes luteus Fleutiaux, 1940
- Agriotes maceki Platia & Gudenzi, 1997
- Agriotes magnanii Platia & Gudenzi, 1996
- Agriotes malaisei Fleutiaux, 1942
- Agriotes mancus (Say, 1823)
- Agriotes medvedevi Dolin, 1960
- Agriotes melanurus (Fleutiaux, 1925)
- Agriotes mertliki Platia, 2003
- Agriotes meticulosus Candèze, 1863
- Agriotes mexicanus Champion, 1896
- Agriotes miniatocollis Chevrolat, 1835
- Agriotes mixtus Champion, 1896
- Agriotes modestus Kiesenwetter, 1858
- Agriotes mollardi Fleutiaux, 1918
- Agriotes monticolus Champion, 1896
- Agriotes nadezhdae Cherepanov, 1965
- Agriotes nigricans Platia & Gudenzi, 1997
- Agriotes nigropubens Reitter, 1904
- Agriotes nigror Platia, 2003
- Agriotes notatus Candèze, 1863
- Agriotes novus Fleutiaux, 1939
- Agriotes nuceus Fairmaire, 1866
- Agriotes oblongicollis (Melsheimer, 1845)
- Agriotes obscurus (Linnaeus, 1758)
- Agriotes ochraceipilosus (Fleutiaux, 1942)
- Agriotes olivieri Desbrochers des Loges, 1875
- Agriotes opacicollis Champion, 1896
- Agriotes opaculus (LeConte, 1859)
- Agriotes oreas Gistel, 1857
- Agriotes oregonensis Becker, 1956
- Agriotes orientalis Fleutiaux, 1939
- Agriotes oxianus Iablokoff-Khnzorian, 1970
- Agriotes pallidulus (Illiger, 1807)
- Agriotes paludum Kiesenwetter, 1859
- Agriotes pamirensis Gurjeva, 1978
- Agriotes passosi Giuseppe & Serrano, 2002
- Agriotes pauxillus Champion, 1896
- Agriotes pavesii Platia & Gudenzi, 2001
- Agriotes pectoralis Champion, 1896
- Agriotes petterssoni Platia & Gudenzi, 2000
- Agriotes pexus Candèze, 1863
- Agriotes pilosellus (Schönherr, 1817)
- Agriotes propinquus Fleutiaux, 1939
- Agriotes propleuralis Platia & Gudenzi, 1998
- Agriotes proximoides Platia, Furlan & Gudenzi, 2002
- Agriotes proximus Schwarz, 1891
- Agriotes pubescens Melsheimer, 1845
- Agriotes pulcherrimus Candèze, 1863
- Agriotes quadraticollis Champion, 1896
- Agriotes quadrilineatus Champion, 1896
- Agriotes quadrivittatus Candèze, 1863
- Agriotes quebecensis Brown, 1933
- Agriotes radula Desbrochers des Loges, 1875
- Agriotes reitteri Schwarz, 1891
- Agriotes riesei Platia, 2004
- Agriotes rojasi (Candèze, 1857)
- Agriotes rotundicollis Becker, 1956
- Agriotes rufipalpis Brullé, 1832
- Agriotes rufohumeralis Knull, 1959
- Agriotes rufus (Fleutiaux, 1918)
- Agriotes rugatus Fleutiaux, 1939
- Agriotes rugipennis Schwarz, 1891
- Agriotes sagittus Becker, 1956
- Agriotes samai Platia, Furlan & Gudenzi, 2002
- Agriotes sameki Platia, 2003
- Agriotes sareptanus Desbrochers des Loges, 1869
- Agriotes scapularis Candèze, 1863
- Agriotes scapularis Champion, 1896
- Agriotes schuberti Platia, 2004
- Agriotes schurmanni Platia & Gudenzi, 1998
- Agriotes sericatus Schwarz, 1891
- Agriotes sexualis Platia, 2004
- Agriotes shirozui Kishii, 1991
- Agriotes shykshanus Kishii, 1989
- Agriotes siciliensis Pic, 1912
- Agriotes sikorae Schwarz
- Agriotes simplex (Candèze, 1891)
- Agriotes singularius Fleutiaux, 1940
- Agriotes solai Platia, 2004
- Agriotes solitarius Fleutiaux, 1939
- Agriotes sordidus (Illiger, 1807)
- Agriotes sparsus LeConte, 1884
- Agriotes sputator (Linnaeus, 1758)
- Agriotes squalidus Schwarz, 1891
- Agriotes stabilis (LeConte, 1853)
- Agriotes starcki Schwarz, 1891
- Agriotes stepanovorum Orlov, 1997
- Agriotes strigosus Kiesenwetter, 1858
- Agriotes sublineatus Champion, 1896
- Agriotes subsulcatus Pic, 1913
- Agriotes subvittatus Motschulsky, 1860
- Agriotes succiniferus Becker, 1963
- Agriotes sylviae Cate & Platia, 1997
- Agriotes syriacus Platia & Gudenzi, 1997
- Agriotes tadzhikistanicus Gurjeva, 1967
- Agriotes taeniatus Candèze, 1863
- Agriotes takasago Kishii, 1989
- Agriotes tamdaoensis Fleutiaux, 1939
- Agriotes tardus Brown, 1933
- Agriotes tauricus Heyden, 1882
- Agriotes thevenetii Horn, 1872
- Agriotes tomentosus Fleutiaux, 1939
- Agriotes tonkinensis (Fleutiaux, 1894)
- Agriotes torquatus LeConte, 1884
- Agriotes tranninhus Fleutiaux, 1939
- Agriotes transcaucasicus Dolin, 2003
- Agriotes tres Fleutiaux, 1939
- Agriotes trilineatus Champion, 1896
- Agriotes tristiculus Reitter, 1906
- Agriotes trivittatus Champion, 1896
- Agriotes turcicus Candèze, 1863
- Agriotes turkmenicus Platia & Gudenzi, 1999
- Agriotes unicolor Koenig, 1889
- Agriotes ustulatus (Schaller, 1783)
- Agriotes vaccinus Candèze, 1863
- Agriotes vandykei Becker, 1956
- Agriotes vastus Gurjeva, 1972
- Agriotes vicinus Fleutiaux, 1907
- Agriotes villosus (Fleutiaux, 1918)
- Agriotes virgatus Candèze, 1863
- Agriotes werneri Platia, 2003
- Agriotes witzgalli Platia & Schimmel, 1993
- Agriotes yushihanus Kishii, 1989
- Agriotes zinovjevi Gurjeva, 1967